# Проект «Сфера»
Проект «Сфера» (англ. Sphere Project) был запущен в 1997 году, чтобы разработать набор минимальных стандартов по основным направлениям гуманитарной помощи. Целью проекта является улучшение качества оказываемой помощи людям, пострадавшим в результате стихийных бедствий, и повышение подотчетности системы оказания гуманитарной помощи в чрезвычайных ситуациях. Одним из главных результатов проекта стало издание справочника «Гуманитарная Хартия и минимальные стандарты реагирования на стихийные бедствия».

## Фон
В 1990-е годы произошел быстрый рост деятельности международных гуманитарных организаций. Это было особенно верно во время кризиса на Великих озерах с беженцами в 1994 году. Все большее число доноров и некоммерческих организаций были готовы помочь, и среди гуманитарных учреждений росло обсуждение по поводу отсутствия стандартов для оказания гуманитарной помощи. Ряд учреждений чувствовал, что это было время, чтобы привести дела в порядок и изучить идею разработки стандартов для оказания гуманитарной помощи.
В 1996 году происходили дискуссии между организациями InterAction и Руководящим комитетом по гуманитарным мерам (Steering Committee for Humanitarian Response или сокращенно SCHR) о проекте по установлению стандартов. Члены обеих организаций решили, что объединить свои ресурсы и создать совместный проект — это хорошая идея. Таким образом, в 1997 году, Сфера Проект был создан с комитетом управления, состоящий из представителей от каждого из членов Шредингера и представителей взаимодействия. Более 25 процентов средств для первого этапа проекта пришли из органов, входящих в комитет по управлению и остальной от нескольких правительственных доноров. С самого начала, три наблюдателям было предложено в полной мере участвовать в работе комитета по управлению.
Спонсоры:
- SCHR (CARE International, Каритас, Международный комитет Красного Креста, Международная федерация обществ Красного Креста и Красного Полумесяца, Международный союз помощи детям, Всемирная лютеранская федерация, Оксфэм, Всемирный совет церквей, и Врачи без границ)[3]
- InterAction (165 членов, проживающих в США; 62 в его комитете реагирования на стихийные бедствия)

Наблюдатели: Voice, ICRC, ICVA.

## Проект
Цель проекта заключается в разработке Гуманитарной хартии и связанного с ней набора минимальных стандартов в сотрудничестве с ведущими неправительственными организациями заинтересованных правительств стран-доноров и агентств ООН, чтобы широко распространить полученные знания и продукты в рамках международной гуманитарной системы и поощрять их официальное утверждение.
Пять секторов были выбраны, чтобы покрыть основные направления в гуманитарной помощи: водоснабжение и канализация, питание, продовольственная помощь, приют и жилище, медицинские услуги.

## Реализация

### Фаза 1 (июль 1997 — октябрь 1998 года)
Пять секторных комитетов были сформированы, каждая с менеджером, поддержанным одной из учреждений-спонсоров. Комитеты сектора состоят из экспертов, привлеченных не только от НПО, но и от Красного Креста и межправительственных организаций, таких как УВКБ ООН, ВОЗ и ВПП (Всемирная продовольственная программа). Комитеты сектора сформулировали минимальные стандарты помощи для каждого из секторов для улучшения подотчетности и мониторинга качества гуманитарной помощи пострадавшим от стихийных бедствий.
В начале 1998 года была создана рабочая группа по разработке проекта Гуманитарной хартии. Окончательный проект подчеркнул важность трех принципов:
- право на жизнь с достоинством
- различия между военными и гражданским населением
- принцип недопустимости принудительного возвращения.

К маю 1998 года, проект справочника был размещен в Интернете для комментариев. Фаза 1 была продлена на четыре месяца до октябре 1998 года.

### Фаза 2 (ноябрь 1998 — январь 2000)
Фаза 2 была начата в ноябре упором на издание и распространение стандартов и разработку учебных материалов. В декабре была опубликована первая редакция документа, и она была представлена как в Вашингтоне, округ Колумбия, так и в Лондоне. Первая редакция отмечает, что документ был составлен с работой некоторых 641 поименованных лиц (плюс бесчисленных безымянных лиц), взятых из 228 организаций (в том числе многих неправительственных организаций, МККК, научных учреждений, ООН и государственных учреждений). Документ был размещен на сайте проекта для обеспечения широкой обратной связи.
Фаза 2 заботилась о развитии учебных материалов для использования в справочнике. Основным методом являются семинары для сотрудников гуманитарной сферы, чтобы облегчить практическое применение минимальных стандартов.

### Фаза 3 (ноябрь 2000 — декабрь 2004 года)
Справочник был полностью пересмотрен и второе издание было окончено в 2004 году.

## Новая форма
Сегодня Сфера проекта взяла на себя новую форму, с расширенной коллегией из 14 членов, заменившей комитет по управлению проекта. Её внимание сместилось в сторону облегчения работы людей, уже использующих «Сферу» на национальном и региональном уровнях.

## Критика

### Французские агентства
В 1998 году ряда французских гуманитарных НПО публично критиковали проект, считая, что он был слишком сосредоточен на технических аспектах гуманитарной помощи и может легко игнорировать не поддающиеся количественному измерению такие аспекты, как, например, солидарность.

### MSF
В комитете по управлению проекта «Сфера», «Врачи без границ» также критически высказались относительно проекта, опасаясь, что он сводит гуманитарную помощь «к простому механическому и материальному упражнению, лишенному гуманитарной этики». Был риск, что, сосредоточив внимание на стандартах, можно снизить гуманитарную деятельности в деле, чтобы работа была выполнена только в соответствии с техническими стандартами. В конце 2-го этапа, MSF решила, что не будет участвовать в этапе 3.